# Fidel Sanchez Hernández
Fidel Sanchez Hernández, född 7 juli 1917 i El Salvador, död 28 februari 2003, var president i El Salvador från 1967 till 1972. Han var general och hade tidigare tjänstgjort som militärattaché i Washington, D.C. och Paris, och 1962 kallades han av Julio Adalberto Rivera att bli inrikesminister, vilket han tjänstgjorde som fram till 1967 då han efterträdde Rivera som president.